# Frank L. Greene
Frank L. Greene (St. Albans, 1870. február 10. – St. Albans, 1930. december 17.) az Amerikai Egyesült Államok szenátora (Vermont, 1923–1930).